# Al-Tih
Fahs al-Tih fou el nom medieval d'un desert del Sinaí. L'Alcorà empra el nom al-Tih per referir-se a la península del Sinaí. Els geògrafs àrabs l'esmenten també com desert de Banu Israel. Segons els geògrafs hi havia una fortalesa de nom al-Tih, i a la part oriental un wadi l-Tih. El desert formava el districte sud de Filistin (entre el districte d'al-Djifar (àrea d'al-Arish i altres) fins al Tur Sina (mont Sinaí), limitant a l'oest amb el districte egipci d'al-Rif i a l'est les fronteres del districte de Jerusalem.